# 圣萨尔瓦多岛
圣萨尔瓦多岛（西班牙語：Isle San Salvador），英语世界作怀特灵岛（英語：Watling's Island），哥伦布的记载为华特林岛（Guanahaní），是巴哈马东部的一个岛屿，同时也是巴哈马的一个区。
圣萨尔瓦多岛曾被广泛认为是1492年10月12哥伦布航行第一个到達的美洲岛屿:1216。